# Kmeťovo
Kmeťovo este o comună slovacă, aflată în districtul Nové Zámky din regiunea Nitra, pe malul râului Žitava⁠(d). Localitatea se află la altitudinea de 134 m deasupra n.m., se întinde pe o suprafață de 5,2 km2 și în 2017 număra 844 de locuitori.

## Istoric
Localitatea Kmeťovo este atestată documentar din 1214.

## Demografie
| An:                | 1994 | 2004   | 2014   | 2024   |
| ------------------ | ---- | ------ | ------ | ------ |
| Număr de persoane: | 949  | 960    | 873    | 809    |
| Diferență:         |      | +1,15% | −9,06% | −7,33% |

| An:                | 2023 | 2024   |
| ------------------ | ---- | ------ |
| Număr de persoane: | 812  | 809    |
| Diferență:         |      | −0,36% |